# Аґенор Ґолуховський (молодший)
Аґенор Марія Адам Ґолуховський (молодший) (пол. Agenor Maria Gołuchowski, 25 березня 1849, містечко Скала, нині смт Скала-Подільська, Борщівський район, Тернопільська область, за іншими даними — Львів — 28 березня 1921, Відень, Австрія, або Львів) — граф, австрійський дипломат і державний діяч. Син намісника Аґенора Ґолуховського. Доктор права.
Володів маєтками у Скалі, селах Бурдяківці, Іванків і Лосяч на Борщівщині.

## Біографія
Закінчив Віденський університет.
Багато років перебував на дипломатичній службі: у 1872 році призначений аташе у Берліні, потім радник посольства в Парижі (1883—1887), у 1887—1894 роках — посол Австро-Угорщини в Румунії.

### На посаді міністра закордонних справ
У зв'язку з успішною роботою на дипломатичному терені з 16 травня 1895 року призначений міністром закордонних справ й імператорського двору.
Граф Аґенор Марія Ґолуховський проводив обережну, загалом консервативну політику, уникав проявляти ініціативу у вирішенні важливих питань. У той же час його роботу можна назвати успішною. Він підготував австро-російську угоду від квітня 1897 року про збереження статус-кво на Балканах, що привело до розрядки напруженості як у регіоні, так у стосунках між двома країнами. При ньому покращилися стосунки Австро-Угорщини з Великою Британією й Італією.
У 1897 і 1900 роках Ґолуховський зумів узгодити з Італією та вирішити албанське питання.
24 жовтня 1906 року на вимогу Угорщини пішов у відставку.

### Сім'я
У 1885 одружився в Парижі з правнучкою Йоахіма Мюрата і Кароліни Бонапарт — принцесою Анною Мюрат (1863—1940), в шлюбі з якою мав трьох синів:
- Аґенор Марія (1886—1956) — граф, 3-й ординат на Скалі.
- Войцех Аґенор (1888—1960) — граф, сенатор ІІ-ї Речі Посполитої.
- Кароль Марія (1892—?) — граф.

### У парламенті
З 1895 року А. М. Ґолуховський — член верхньої палати австро-угорського парламенту. У 1907 році очолив там впливову польську фракцію.
Під час першої світової війни активно виступав з гаслом Триалізму — перетворення дуалістичної Австро-Угорської монархії в триалістичну, Австро-Угорсько-Польську, з включенням у її склад російської Польщі. З цією метою в 1915 році відвідував окуповану Варшаву.

## Відзнаки

### Королівство Пруссія
- Орден Корони (Пруссія) 4-го класу (1872)
- Орден Чорного орла з діамантами
  - орден (квітень 1896)[5]
  - діаманти (1900)
- Орден Червоного орла
  - 1-го класу (1896)
  - великий хрест (квітень 1896)

### Франція
- Орден Почесного легіону, командорський хрест (1872)
- Орден Академічних пальм, офіцерський хрест (1872)

### Австро-Угорщина
- Орден Залізної Корони
  - 3-го класу (1878)
  - 1-го класу (1893)[6]
- Командорський хрест із зіркою ордена Франца Йосифа (1883)[7]
- Орден Золотого руна (1896)[8]
- Королівський угорський орден Святого Стефана, великий хрест з діамантами
  - великий хрест (№ 1434, 1897, Австро-Угорщина)[9]
  - діаманти (1906)
- Ювілейна пам'ятна медаль 1898
- Ювілейний хрест

### Румунське королівство
- Орден Зірки Румунії, великий хрест з діамантами
  - орден (1894)
  - діаманти (1896)
- Орден Корони Румунії, великий хрест (1894)

### Російська імперія
- Орден Святого Олександра Невського з діамантами (1896)
- Орден Андрія Первозванного з діамантами (27 квітня 1897)[10]

### Японська імперія
- Орден Вранішнього Сонця 1-го класу (1896)
- Орден Квітів павловнії (1898)

### Королівство Італія
- Вищий орден Святого Благовіщення з ланцюгом (7 листопада 1897)
- Орден Святих Маврикія та Лазаря, великий хрест (7 листопада 1897)
- Орден Корони Італії, великий хрест (7 листопада 1897)

### Інші країни
- Мальтійський орден[11]
  - лицар честі та відданості (1871)
  - бальї Великого хреста честі та відданості (1896)
- Орден святого Григорія Великого, великий хрест (Ватикан; 1894)
- Орден Святого Губерта (Баварське королівство; 1897)[12]
- Орден Рутової корони (Саксонське королівство; 1897)
- Орден Вежі й Меча, великий хрест (Португальське королівство; 1897)
- Орден «Святий Олександр», великий хрест (Болгарське царство; 1897)
- Орден Білого слона, велика стрічка (Сіам; 1897)
- Орден Вюртемберзької корони, великий хрест (Вюртемберзьке королівство; 1900)
- Орден Білого Сокола, великий хрест (Велике герцогство Саксен-Веймар-Айзенаське; 1901)
- Орден «Османіє» 1-го класу з діамантами (Османська імперія; 1902)
- Орден Подвійного дракона 1-го ступеня, 3-й клас з перлинами (Династія Цін)
  - орден (1902)
  - перлини (1905)
- Орден Спасителя, великий хрест (Грецьке королівство; 1902)
- Королівський Вікторіанський орден, почесний великий хрест (Британська імперія; 9 жовтня 1903)
- Орден Леопольда I, велика стрічка (Бельгія; 1903)
- Орден Серафимів (Шведсько-норвезька унія; 25 лютого 1904)
- Орден Карлоса III, великий хрест з ланцюгом (Іспанія; 19 жовтня 1906)
- Орден Святого Йосипа, великий хрест (Велике герцогство Тосканське)
- Орден Портрету володаря з діамантами (Каджарський Іран)
- Орден Білого орла (Сербія), великий хрест
- Орден Вендської корони, великий хрест (Мекленбург)
- Орден Зірки Ефіопії, великий хрест
- Орден князя Данила I, великий хрест (Князівство Чорногорія)
- Почесний громадянин Кракова, Ряшева і Освенцима